# Mannophryne herminae
Mannophryne herminae – gatunek płaza bezogonowego z rodziny Aromobatidae. Endemit Wenezueli.

## Występowanie
Północno-środkowa Wenezuela, w pobliżu Puerto Cabello, od 38 do 1200 m n.p.m. Występuje w dwóch parkach narodowych – San Esteban i Henri Pittier. Zasięg występowania tego gatunku uznawano za znacznie większy, lecz w 2018 roku część populacji uznawaną do tej pory za Mannophryne herminae wydzielono do nowo opisanego gatunku Mannophryne molinai.

## Ekologia
Prowadzi dzienny tryb życia. Liczebność populacji uznawana jest za stabilną. Zagrożenia to pożary, rolnictwo, a także choroba grzybiczna Chytridiomycosis.

## Rozmnażanie
Podobnie jak inne spokrewnione z nim gatunki, składa jaja na lądzie – na ściółce w pobliżu strumieni. Po wykluciu kijanki przenoszone są przez samca na grzbiecie do środowiska wodnego, gdzie następuje dalszy ich rozwój.